# ماشین‌کاری سرعت بالا
ماشین‌کاری سرعت بالا (High Speed Machining)، عبارت ماشین کاری سریع (HSM)، عموماً به فرزکاری انگشتی با سرعت دورانی بالا و پیشروی سریع بر می‌گردد؛ به عنوان نمونه، پاکت تراشی در بدنه آلومینیومی هواپیماها با نرخ براده برداری بالا می‌توان اشاره کرد. در طی ۶۰ سال گذشته، ماشین کاری سریع در مورد گستره وسیعی از تولید قطعات فلزی و غیر فلزی با وضعیت سطحی خاص در ماشین کاری مواد با سختی ۵۰ HRC و بالا تر اعمال گردیده‌است.
برای بیشتر قطعات فولادی که تا حدود ۳۲–۴۲ HRC سخت شده‌اند، گزینه‌های ماشین کاری عبارتند از:
1. ماشین کاری خشن و نیمه پرداختی در شرایطی که هنوز سخت نشده‌اند (آنیل)
2. عملیات حرارتی برای دست یابی به سختی نهایی (در حدود ۶۳ HRC)
3. ماشین کاری الکترودها و اسپارک قطعات خاص قالبها (خصوصاً گوشه‌ها با شعاعهای کوچک و حفره‌های عمیق با دسترسی محدود برای ابزارهای برشی)
4. پرداخت و فوق پرداخت سطوح استوانه ای، تخت و حفره‌ها توسط کاربید سمانته مناسب، Cermet (نوعی آلیاژ سرامیک و فلز)، کاربید سرامیک مخلوط شده یا نیترید بورون مکعبی چند کریستالی (CBN).[۱]